# Ipanema (paquebot)
Pour les articles homonymes, voir Ipanema.
L'Ipanema est un paquebot français. Construit à La Seyne-sur-Mer et lancé en 1921 pour la Société générale des transports maritimes à vapeur (SGTM), il sert durant l'entre-deux-guerres sur les lignes civiles, est militarisé en 1939, puis démobilisé en 1940. Il passe en 1942 sous contrôle allemand puis italien, coule en 1943, est renfloué, et définitivement perdu en 1956 en Mer Noire.